# Hideaki Nitani
Hideaki Nitani (二谷英明 Nitani Hideaki?, Kyoto, 28 de enero de 1930 – 7 de enero de 2012) fue un actor japonés.

## Carrera
Nitani fue a la Universidad de Doshisha pero se fue antes de graduarse. Su primer trabajo fue como anunciante en la Nagasaki Broadcasting Company, pero en 1956 hizo su debut como actor en Nikkatsu. Con el apodo de "Dump Truck Guy" por su  papel de tipo duro, pronto se convirtió en un icono de las películas de Nikkatsu Action, casi siempre en papeles secundarios, pero en otras protagonizando sus propias películas. Es conocido, sobre todo, por su papel en Tokyo Drifter de Seijun Suzuki. Nitani dejó Nikkatsu en 1971 y se puso a trabajar en la televisión, donde protagonizó la serie de detectives Tokusō Saizensen, que estaría en pantalla diez años (1977-1987).
Nitani se casó con la también actriz Yumi Shirakawa y su hija, Yurie Nitani, también era actriz. Falleció de neumonía el 7 de enero de 2012, tres semanas antes de cumplir 82 años.

## Filmografía
Cine
- I Am Waiting (1957)
- El sol en los últimos días del Shogunato (1957)
- Ankokugai no bijo (1958)
- Fumihazushita haru (1958)
- Kurenai no Tsubasa (1958)
- Kagenaki koe (1958)
- Tokyo Romance Way (1959)
- Kenju burai-chō Denkō Setsuka no Otoko (1960)
- Man with a Shotgun (1961)
- Red Handkerchief (1964)
- Asia-Pol Secret Service (1966)
- El vagabundo de Tokio (1966)
- Hana o kuu mushi (1967)
- Yogiri yo Kon'yamo Arigatō (1967)
- Daikanbu: Burai (1968)
- Shima wa moratta (1968) como Odagiri
- Senso to nigen (1970)
- Gang Warfare (1972)
- El hundimiento del Japón (1973)
- Karei-naru Ichizoku  (1974)
- Sakura no Kinoshita de (1989)

### Televisión
- Mighty Jack (1968)[3]
- Tokusō Saizensen (特捜最前線) (1977–1987)
- Nobunaga: King of Zipangu (1992), como Hirate Masahide